# (5132) Maynard
(5132) Maynard (1990 ME) – planetoida z pasa głównego asteroid okrążająca Słońce w ciągu 4,37 lat w średniej odległości 2,67 j.a. Odkryta 22 czerwca 1990 roku.